# Blauwe vinvis
De blauwe vinvis (Balaenoptera musculus) is een baleinwalvis uit de familie van de vinvissen (Balaenopteridae). De blauwe vinvis is het grootste dier dat op aarde leeft en wordt gemiddeld ongeveer 26 tot 30 meter lang en kan 150 tot 170 ton zwaar worden.
De blauwe vinvis komt voor in alle wereldzeeën. Het is een soort die leeft op open zee. De meeste exemplaren leggen trektochten af van duizenden kilometers, van de voedselgebieden rond de polen naar de voortplantingsgebieden rond de evenaar. Het gedrag van de blauwe vinvis is nog deels onbekend, omdat het dier lastig te bestuderen is.
De blauwe vinvis is net als alle walvissen een predator. Ondanks het reusachtige lichaam leeft de vinvis vrijwel uitsluitend van kleine kreeftachtigen die nog geen tien centimeter lang worden.
De volwassen exemplaren zijn zo groot dat ze geen natuurlijke vijanden hebben. De mens heeft de vinvis sinds het einde van de negentiende eeuw echter op grote schaal bejaagd om het vlees en het vet. In 1966 werd de jacht op de blauwe vinvis verboden. Er was toen minder dan 1 procent van de oorspronkelijke populatie over. Volgens schattingen gepubliceerd door de IUCN bedraagt de wereldwijde populatiegrootte minder dan 25.000 exemplaren, maar neemt het aantal dieren wel toe.

## Naamgeving
Het eerste deel van de Nederlandstalige naam blauwe vinvis slaat op de overwegend blauwgrijze lichaamskleur; alleen de buikzijde is lichter tot wit. De naam 'vinvis' slaat op de vin op de achterzijde van de rug. Ook andere walvissen met een duidelijke vin, zoals de dwergvinvis, worden zo genoemd.
In andere talen wordt een vergelijkbare naam gebruikt, zoals in het Engelse blue whale. Die naam zou zijn afgeleid van het Noorse "blåhval", wat ook blauwe walvis betekent. In het Engels wordt ook de naam sulphur bottom gebruikt, dat 'zwavelbuik' betekent. Deze naam slaat op de buik, die weliswaar witachtig is maar bij veel exemplaren geel gekleurd wordt door aangroei van diatomeeën (kiezelwieren).
De wetenschappelijke naam van de blauwe vinvis werd als Balaena musculus in 1758 gepubliceerd door Carl Linnaeus. Door Bernard Germain de Lacépède werd de soort in 1804 als Balaenoptera jubartes in het geslacht Balaenoptera geplaatst. In oude literatuur kan men ook de combinatie van de naam met Sibbaldius Gray 1864 nog wel tegenkomen, en als de soort als enige in een apart geslacht wordt geplaatst, is Sibbald(i)us musculus de correcte naam. Er zijn echter vrijwel geen moderne auteurs die dit doen. De soortnaam musculus werd door Linnaeus met een hoofdletter geschreven, en is een zelfstandig naamwoord, dat dus niet verbogen wordt. De klassieke betekenis van dit Latijnse woord is "kleine muis"; de postklassieke betekenis is "spier".

## Verspreiding en habitat
De blauwe vinvis leeft in alle wereldzeeën met uitzondering van de Noordelijke IJszee. De dieren leven op volle zee (pelagisch), maar blijven aan de oppervlakte, omdat hun voedsel zich daar ook bevindt. 's Zomers bevinden ze zich aan de rand van het pakijs, 's winters meer in subtropische wateren. De gebieden waar ze zich bevinden zijn onder andere de Indische Oceaan en de open wateren van de Grote Oceaan. In de winter zijn ze ook te vinden in de Golf van Californië en in de wateren rond Sri Lanka.
In sommige kleinere zeeën komt de soort niet voor, zoals de Middellandse Zee, de Beringzee en in Zee van Ochotsk.
In sommige delen van het oorspronkelijke verspreidingsgebied komt de blauwe vinvis tegenwoordig niet meer voor door de intensieve walvisjacht van vroeger. Een voorbeeld is het water tussen zuidelijk Japan en het Koreaans Schiereiland, waar de blauwe vinvis al lange tijd niet meer is gezien.
De meeste dieren trekken van hun zomerse voedselplaatsen rond de polen naar de evenaar gedurende de winter. Niet alle exemplaren vertonen echter trekgedrag. Er worden afhankelijk van de bron drie of vier ondersoorten erkend, die zowel verschillen in het verspreidingsgebied als in uiterlijke kenmerken. Zie ook onder het kopje ondersoorten.
In de Noordzee komen normaal gesproken geen blauwe vinvissen voor, maar heel af en toe wordt een verdwaald exemplaar aangetroffen of strandt er een op de kust. In Nederland zijn sinds de zestiende eeuw twee gevallen van aangespoelde exemplaren bekend. Op 1 maart 1594 spoelde een exemplaar aan op het strand van Cadzand en een 24 meter lang exemplaar spoelde op 21 oktober 1840 aan op het eiland Rozenburg. Andere walvissen spoelen vaker aan, zoals de dwergvinvis (34 exemplaren sinds 1860) en de gewone vinvis (37 sinds 1306).

## Uiterlijke kenmerken
1. Mondopening
2. Spuitgat
3. Oog
4. Rugvin
5. Staartvin
6. Keelgroeven
7. Borstvin

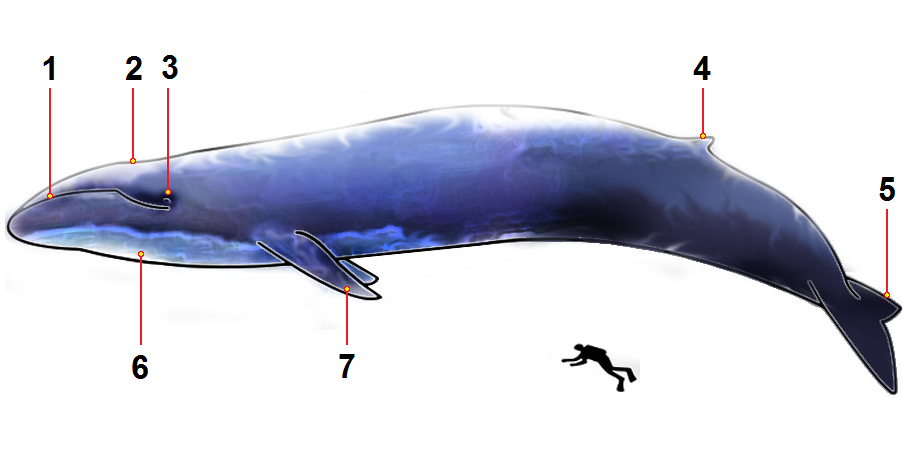
Lichaamsdelen van de blauwe vinvis, rechtsonder is een duiker weergegeven ter vergelijking.
Legenda

De blauwe vinvis kan een totale lichaamslengte bereiken van meer dan 30 meter en dergelijke exemplaren hebben een gewicht van rond de 170 ton. Dit maakt hen de grootste dieren die, voor zover bekend, ooit op aarde geleefd hebben.

### Kop
De lengte van de kop bedraagt minder dan een kwart van de totale lichaamslengte. De ogen zijn klein en de blauwe vinvis heeft een slecht zicht. Ook het reukvermogen is waarschijnlijk slecht ontwikkeld. Van alle vinvissen heeft de blauwe vinvis de breedste bovenkaken. De snuitpunt van de blauwe vinvis is zeer stomp in vergelijking met die van andere vinvissen. Boven op de kop zijn de aangepaste neusgaten gelegen, deze worden de spuitgaten genoemd. Aan de voorzijde van het spuitgat is een duidelijke opstaande kiel aanwezig die loopt van het spuitgat tot de voorzijde van de snuit. Deze opstaande rand dient als spatscherm om te voorkomen dat zeewater in de neusgaten terechtkomt als de vinvis ademhaalt. De spuitgaten dienen om lucht in- en uit de longen te brengen, dit gaat erg snel en gaat gepaard met veel kracht. Bij het uitademen ontstaat een waterzuil die bijna tien meter hoog kan worden, dit is veel hoger dan de adem'fonteinen' van andere walvissen.
Aan de onderzijde van de keel zijn duidelijke groeven aanwezig die dienen om de flexibiliteit van de huid sterk te verhogen. Deze plooistructuren worden de keelgroeven genoemd, de groeven lopen van de kin tot net voor de navel. De blauwe vinvis heeft ongeveer 50 tot 90 van dergelijke groeven, andere soorten walvissen hebben aanzienlijk minder groeven. De grijze walvis (Eschrichtius robustus) heeft er twee of vier en de bultrug (Megaptera novaeangliae) heeft er gemiddeld 22. Door het grote aantal groeven is de blauwe vinvis in staat om zijn mondinhoud zeer sterk te vergroten. Een blauwe vinvis die zijn bek openspert ziet er van bovenaf uit als een gigantisch kikkervisje.
In de mondholte zijn aan weerszijden van de kop rijen bruin tot zwart gekleurde platen gelegen die de baleinen worden genoemd. Baleinen zijn langwerpige platte structuren die bestaan uit chitine en niet voornamelijk uit calcium, zoals de tanden van veel andere walvisachtigen. Aan de randen van de baleinen zijn vele fijne haartjes aanwezig. Het geheel dient als een biologisch filter. De blauwe vinvis heeft ongeveer 260 tot 400 baleinen aan iedere zijde van de mond. Tijdens het eten wordt een grote hoeveelheid water in de mondholte gebracht die vervolgens langs de baleinen weer naar buiten wordt geperst. Kleine waterdiertjes blijven in de baleinen hangen en worden vervolgens doorgeslikt.

### Lichaam

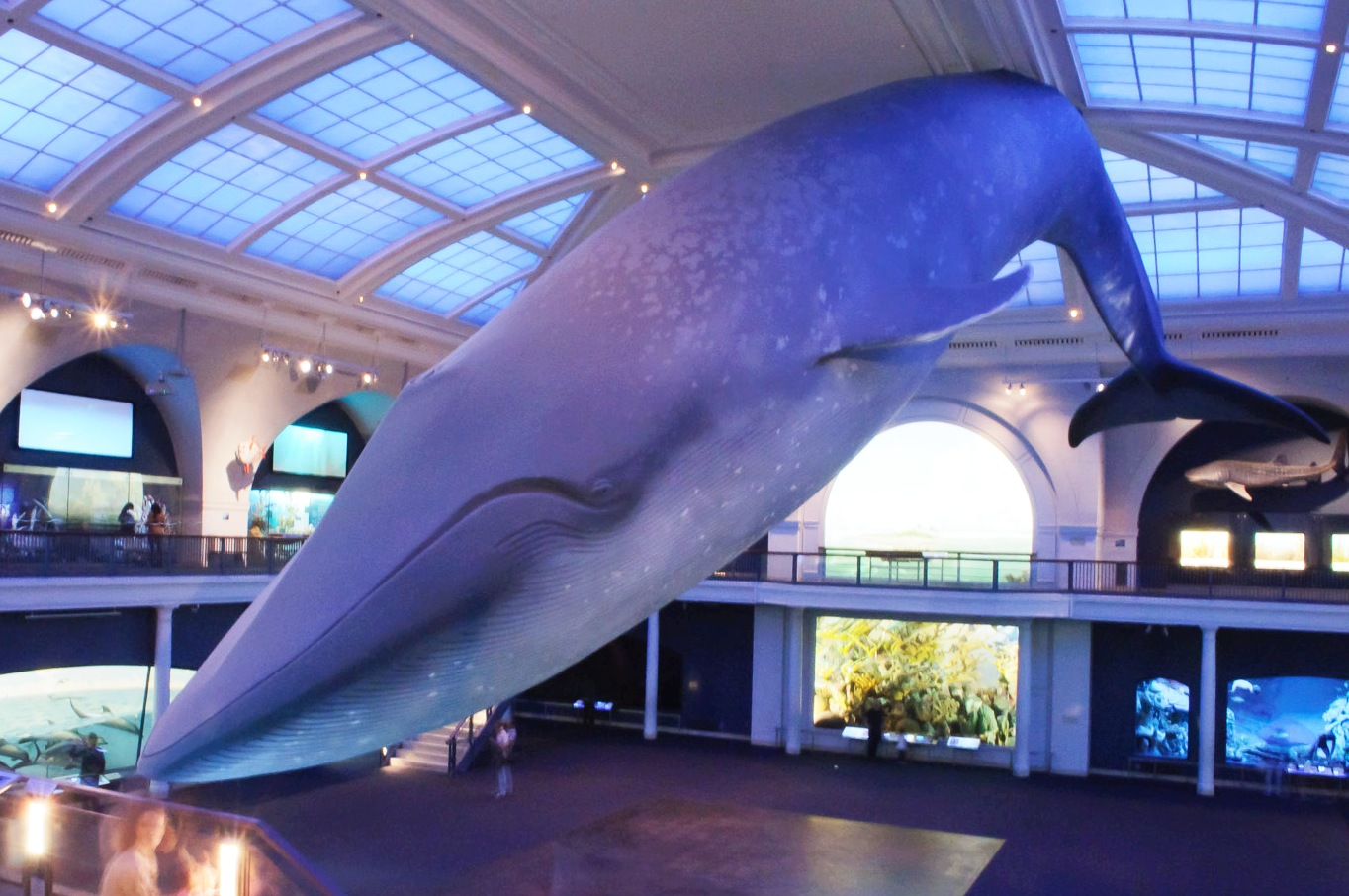
Levensgroot model van een blauwe vinvis in het American Museum of Natural History, New York

De mannetjes worden gemiddeld 25 meter lang. De vrouwtjes worden groter, gemiddeld 27 meter. Het allerlangste exemplaar dat ooit is gemeten mat 33,85 meter en werd gevangen bij de kust van Grytviken op het eiland Zuid-Georgia.
Het gemiddelde lichaamsgewicht is 100 tot 120 ton. Het zwaarste exemplaar waarbij het gewicht daadwerkelijk is vastgesteld had een gewicht van 190 ton. Om een idee van de grootte te hebben: de vinvis kan bijna net zo zwaar worden als een Boeing 747, de tong alleen al is net zo groot als een olifant en weegt ongeveer 2 ton. Het hart kan tot 900 kilo zwaar zijn en heeft een omvang die vergelijkbaar is met een kleine auto; de aorta is voor mensen breed genoeg om in te zwemmen. De blauwe vinvis kan overleven met een extreem lage hartslag van 2 slagen per minuut.
De lichaamskleur is voornamelijk grijsblauw; doorgaans een wat donkerder gekleurd bovenlichaam en een lichter gekleurd onderlichaam. Aan de bovenzijde van het lijf zijn vaak kleine lichte vlekjes aanwezig, vooral aan de voorzijde van het lichaam. Doordat het patroon van de vlekjes bij ieder dier uniek is, zoals een vingerafdrukken bij mensen, kunnen de verschillende exemplaren uit elkaar gehouden worden. De buikzijde kan begroeid zijn met kleine diertjes en heeft hierdoor een afwijkende gele kleur.
De huid is relatief glad, bij de blauwe vinvis worden relatief weinig huidparasieten gevonden.
Het gewicht van een blauwe vinvis kan sterk wisselen met het seizoen. In de warme tijd eten ze zich helemaal vol in de koude wateren bij de polen. Vier maanden lang slokken ze enorme hoeveelheden kleine kreeftjes op: soms wel 4000 kilogram per dag. Zo bouwen ze een flinke speklaag op waar ze de rest van het jaar op kunnen teren. Aan het einde van de zomer trekken ze naar warmere wateren, waar de vrouwtjes hun kalveren krijgen. Ze eten dan helemaal niets meer, maar voeden wel hun kalf. In de zeven maanden durende zoogperiode kan een vrouwtje maar liefst een kwart van haar lichaamsgewicht (ongeveer 25 ton) verliezen. Haar kalf weegt bij geboorte zo'n 2 ton. Een dier van een dergelijke grootte kan uitsluitend in water leven, tenzij het beschikt over zeer grote en sterke botten. De blauwe vinvis heeft echter relatief dunne botten, zodat het lichaam op het land onder het eigen gewicht zou bezwijken en het dier uiteindelijk zou stikken.
Net als bij alle walvissen zijn de poten omgevormd tot vinnen en is de staart veranderd in een dubbele vin. Ten slotte heeft de blauwe vinvis ook nog een dorsale vin, die de rugvin wordt genoemd. Deze vin is betrekkelijk kort in vergelijking met andere vinvissen en bereikt een lengte van ongeveer 35 centimeter.

## Levenswijze

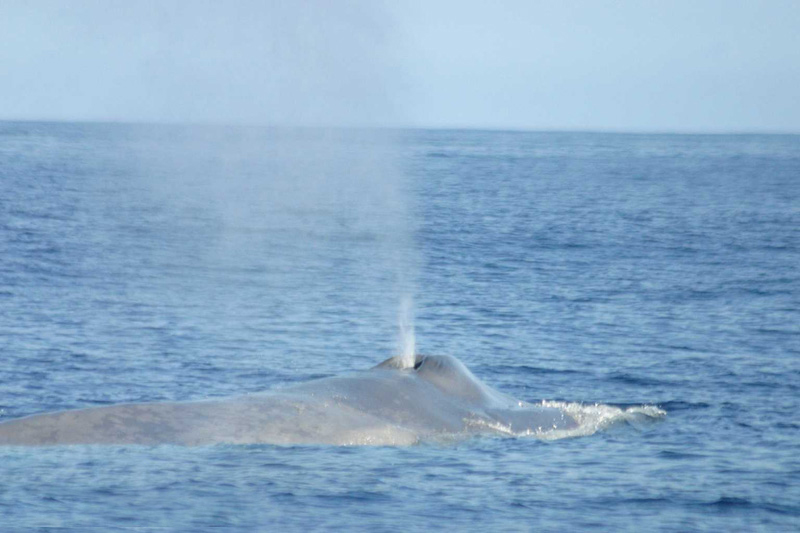
Een blauwe vinvis spuit een ademnevel uit de neusgaten

De blauwe vinvis kan net als andere walvissen geluiden maken die dienen om te communiceren. De vinvis kan grote afstanden afleggen van voedsel- naar paargebied. Op het menu staan kleine kreeftachtigen. De blauwe vinvis krijgt meestal één kalf per keer en plant zich niet ieder jaar voort.

### Zwemgedrag
Ondanks de reusachtige afmetingen heeft de blauwe vinvis een elegant voorkomen. De normale kruissnelheid ligt rond de 22 kilometer per uur, maar op topsnelheid kan ongeveer 40 tot 50 kilometer per uur worden bereikt. De diepte waarop de blauwe vinvis leeft varieert. Bij normaal foerageergedrag blijft hij minder dan 100 meter onder het zeeoppervlak. Van exemplaren die geharpoeneerd waren is bekend dat ze tot 500 meter diep kunnen duiken om te ontkomen. De blauwe vinvis duikt meestal 10 minuten onder water bij het jagen op krill, maar duiken van 20 minuten zijn niet zeldzaam. De maximale geregistreerde duiktijd is 36 minuten. Tussen het duiken door wordt acht tot vijftien keer geademd.
De blauwe vinvis kent een foerageerperiode waarin gegeten wordt en een voortplantingsperiode waarin de paring plaatsvindt. In de zomermaanden zwemmen de dieren rond de Noord- en Zuidpool waar ze zich te goed doen aan enorme hoeveelheden kleine kreeftachtigen die krill worden genoemd. In de winter vriezen delen van de zee dicht en trekken de dieren naar de evenaar. Ze komen in tropische wateren terecht, maar nemen hier slechts weinig voedsel op. Rond de evenaar vindt in de winter de paring plaats. Het daaropvolgende jaar worden de kalveren geboren.

### Gezang
De blauwe vinvis staat, evenals de bultrug, bekend om zijn gezang. Het gezang is een van de hardste geluiden uit de dierenwereld en kan een sterkte tot 188 decibel bereiken. Ter vergelijking: schreeuwende mensen produceren tot 70 decibel en een vliegtuigmotor produceert tot 120 decibel. Het luidste landdier is de brulaap, die tot ongeveer 100 decibel komt.
De frequentie van het gezang van de blauwe vinvis is tevens het laagst van alle walvissen en kan 14 hertz bereiken, dit is veel lager dan andere walvissen. Een geluid met een dergelijke sterkte en frequentie kan duizenden kilometers ver reiken in het zeewater. De geluiden dienen vermoedelijk om op afstand te communiceren met soortgenoten, want van de vinvis is bekend dat het gehoor zeer goed ontwikkeld is. De lagere frequenties worden waarschijnlijk gebruikt om een ruw driedimensionaal beeld te krijgen van de omgeving. Dit dient om beter te navigeren.

### Voedsel

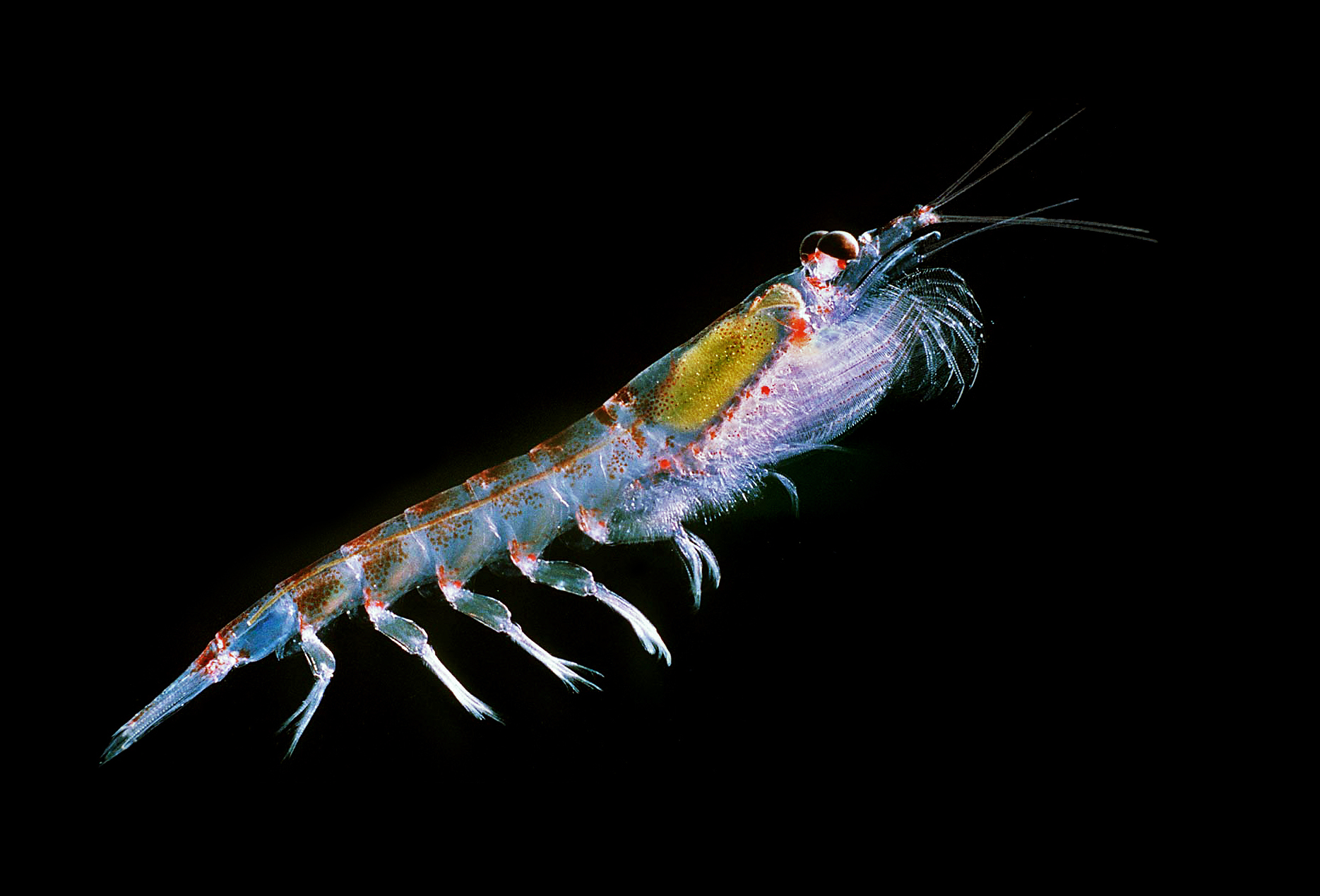
Antarctisch krill (Euphausia superba) vormt de belangrijkste voedselbron

Het menu van de blauwe vinvis bestaat, net zoals bij andere baleinwalvissen, hoofdzakelijk uit kleine kreeftachtigen (Crustacea) die krill worden genoemd. De blauwe vinvis voedt zich alleen overdag en duikt af en toe onder om krill te eten. 's Nachts slapen de dieren drijvend aan de oppervlakte.
Krill bestaat uit garnaalachtige diertjes uit de orde Euphausiacea, waarvan er veel verschillende soorten zijn. De meeste walvissen nemen alle soorten krill tot zich die ze tegenkomen, maar de blauwe vinvis heeft een sterke voorkeur voor slechts enkele soorten. De populaties uit de noordelijke wateren eten hoofdzakelijk krill dat tot de soorten Thysanoessa inermis en Meganyctiphanes norvegica behoort. De vinvis leeft rond Australië vooral van de soorten Nyctiphanes australis en Euphausia recurva. Rond de Galapagoseilanden wordt vooral de krillsoort Nyctiphanes simplex buitgemaakt.
Populaties die in de zuidelijke wateren leven eten vrijwel uitsluitend de tot 7 centimeter lange soort Euphausia superba. Deze soort wordt ook wel Antarctisch krill genoemd en is in grote hoeveelheden aanwezig rond de Zuidpoolwateren. De totale biomassa van deze soort wordt geschat op ongeveer 380 miljoen ton, larven niet meegerekend. Ook veel andere kleine diertjes die tussen het krill leven worden opgeslokt, zoals eenoogkreeftjes (Copepoda), kleine vissen en inktvissen. Dergelijke prooien zijn echter aan te merken als toevallige bijvangst.
Tijdens de maanden dat de walvis zich voedt, eet een volwassen dier dagelijks zo'n 3,5 ton krill met uitschieters tot 4,1 ton. Tijdens de wintermaanden, als de blauwe vinvis zich rond de evenaar bevindt, wordt er weinig voedsel opgenomen. Van andere soorten walvissen is bekend dat ze in warme wateren overschakelen op andere prooidieren, zoals vissen en inktvissen. Een voorbeeld van een dergelijke soort is de dwergvinvis. De blauwe vinvis daarentegen stopt met eten buiten de foerageergebieden.
Hun jachtmethode bestaat erin om tot ongeveer 100 meter te duiken en daarna terug naar boven te gaan met opengesperde mond. Met hun baleinen filteren ze de kleine diertjes uit het water. Per duik nemen ze tot 1,2 ton voedsel tot zich.

### Vijanden

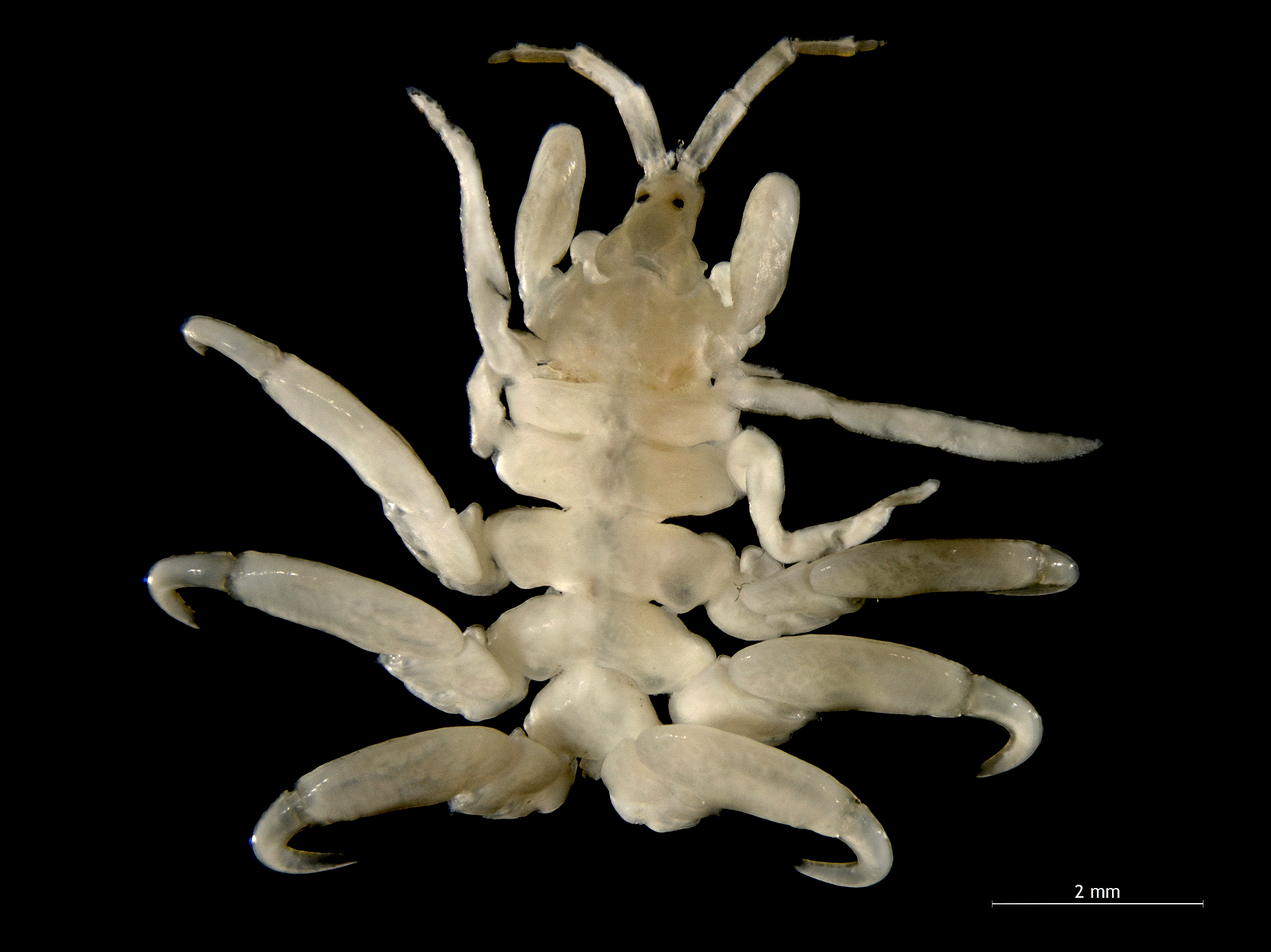
Cyamus boopis is een walvisluis, deze soort leeft op andere baleinwalvissen

Dankzij het grote lichaam heeft de blauwe vinvis geen echte natuurlijke vijanden. Soms wordt een vinvis door een groep orka's aangevallen, maar de vinvis weet vaak te ontkomen. Met name de jonge dieren of kalveren zijn kwetsbaar voor aanvallen van grotere zeedieren zoals orka's en grotere soorten haaien.
Op het enorme lichaam groeien verschillende organismen, van eencellige algen en diatomeeën tot kreeftachtigen als zeepokken en walvisluizen. Sommige van deze dieren gebruiken de huid slechts als habitat en richten geen schade aan. Andere soorten, zoals de walvisluizen, eten van de huid en zijn aan te merken als parasitair. De vinvis is niet in staat dergelijke ectoparasieten te verwijderen, omdat het dier geen poten heeft.
Andere soorten walvissen, zoals de noordkaper, hebben eeltplekken op hun huid, die tot grote bulten kunnen uitgroeien. De walvisluizen graven zich hierin en kunnen zo grote kolonies vormen waarbij de walvis deels bedekt is door de luizen. De blauwe vinvis echter vormt geen eeltplekken en de huid bevat weinig luizen. Van de zeventien soorten uit het geslacht Cyamus is er maar één die weleens op de blauwe vinvis wordt gevonden. Dit is de soort Cyamus balaenopterae.
Daarnaast zetten zich soms zeepokken vast op de huid. Deze kleine kreeftachtigen worden wel rankpootkreeften genoemd en maken een kalkskelet op de huid van waaruit ze voedseldeeltjes uit het water filteren. Deze zeepokken zijn niet aan te merken als vijand of parasiet, omdat ze de huid niet aantasten. Zeepokken zijn vooral te vinden op de rugvin, de borstvinnen en de achterrand van de staartvinnen.

### Voortplanting en ontwikkeling

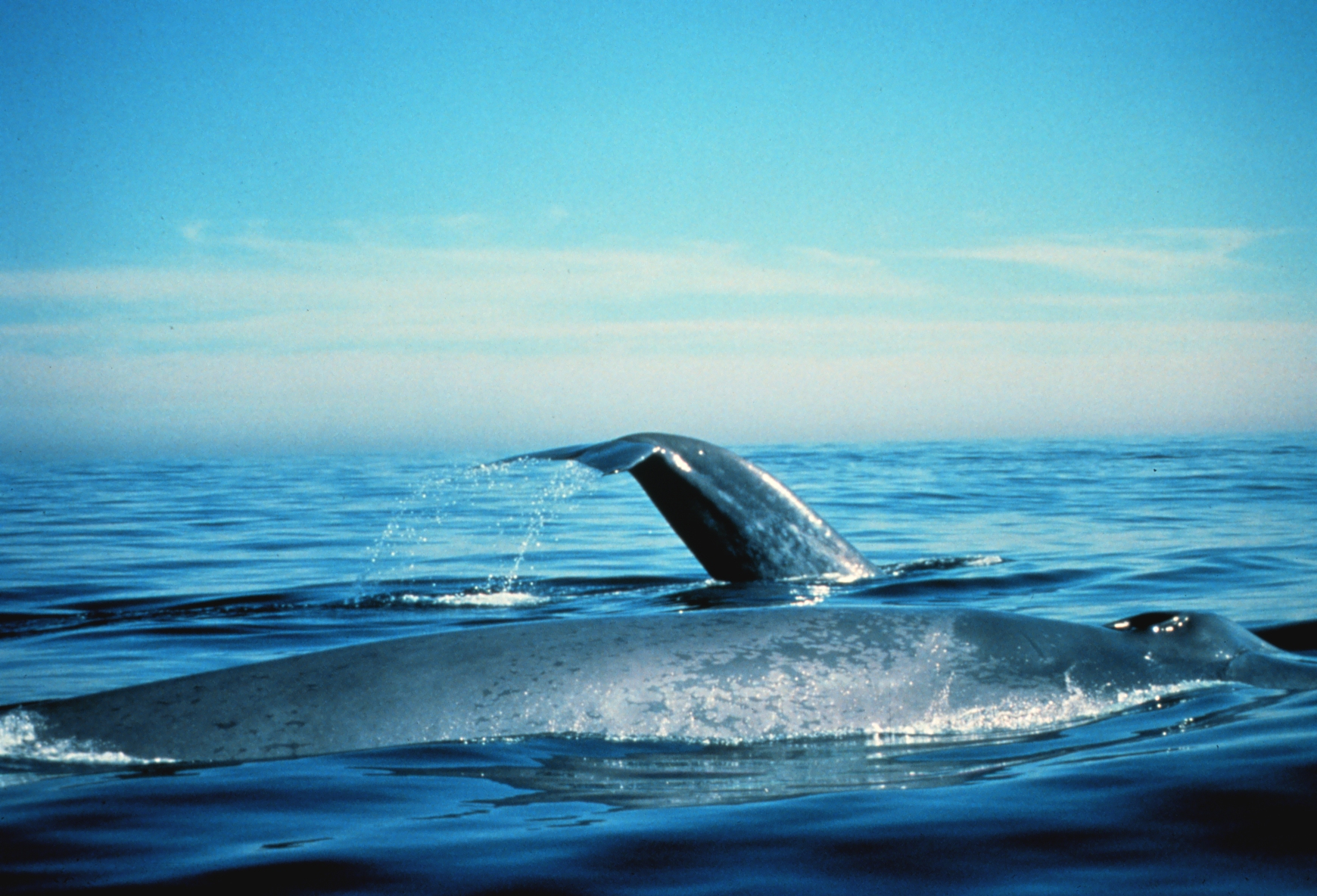
Zwemmende blauwe vinvissen voor de kust van Californië, VS

De voortplanting vindt plaats tijdens de winter, als de dieren zich naar de warmere wateren rond de evenaar hebben begeven. Als meerdere mannetjes met één vrouwtje willen paren, gaan ze er allemaal omheen zwemmen en proberen met haar te paren. Een wonderlijk feit hierbij is dat niet het eerste, maar het laatste mannetje nakomelingen verwekt. Het sperma van het laatste mannetje spoelt het sperma van het voorgaande mannetje weg. Over de verdere paringsgewoonten van de blauwe vinvis is niet veel bekend.
De penis van het mannetje is de grootste van alle levende organismen. De lengte kan oplopen tot ruim 2,5 meter.
De vrouwtjes kennen een draagtijd van ongeveer elf maanden tot een jaar. De jongen worden kalf genoemd en ze worden het daaropvolgende jaar geboren. De kalveren komen altijd in de tropische zeeën rond de evenaar ter wereld. In vergelijking met andere dieren is de zoogtijd van de blauwe vinvis heel kort als men rekening houdt met het enorme lichaamsgewicht. Een vrouwtje kan niet ieder jaar een kalf voortbrengen, omdat ze bijna een jaar zwanger is. Om de twee tot drie jaar wordt er een kalf geboren. Tweelingen komen voor, maar meestal wordt er slechts één kalf per keer geboren.
Het kalf is bij de geboorte 7 tot 8 meter lang en 2,5 ton zwaar. Het kalf wordt 6 tot 8 maanden gezoogd door de moeder. Het kalf neemt dagelijks tot 370 liter moedermelk tot zich en groeit met ongeveer 3 centimeter per dag. Het lichaamsgewicht van een kalf dat gezoogd wordt kan met 90 kilo per dag toenemen. Als het kalf gespeend wordt, is het ongeveer 16 meter lang. Alleen het vrouwtje blijft bij het kalf en vertoont broedzorg. Ze voedt en beschermt het kalf, het mannetje houdt zich hierbij afzijdig.
Een vrouwtje is volwassen als ze ongeveer 21 tot 23 meter lang is, de leeftijd is dan meestal rond de vijf jaar. Mannetjes doen er iets minder lang over en zijn 20 tot 21 meter lang als ze geslachtsrijp worden en zich kunnen voortplanten. Volwassen dieren leven alleen of in groepjes van twee of drie dieren. Soms worden groepen aangetroffen tot 60 exemplaren, maar meestal worden paartjes waargenomen.
De levensverwachting van de blauwe vinvis wordt geschat op ongeveer 80 tot 90 jaar met uitschieters tot 110 jaar. De leeftijd wordt bepaald door naar de kleur van de ogen te kijken, die verandert naarmate de dieren ouder worden. Ook het aantal littekens in de eileiders van vrouwtjes en het aantal randen van de baleinplaten zijn een indicatie voor de leeftijd van het dier, net als de jaarringen van bomen.

## Relatie met de mens

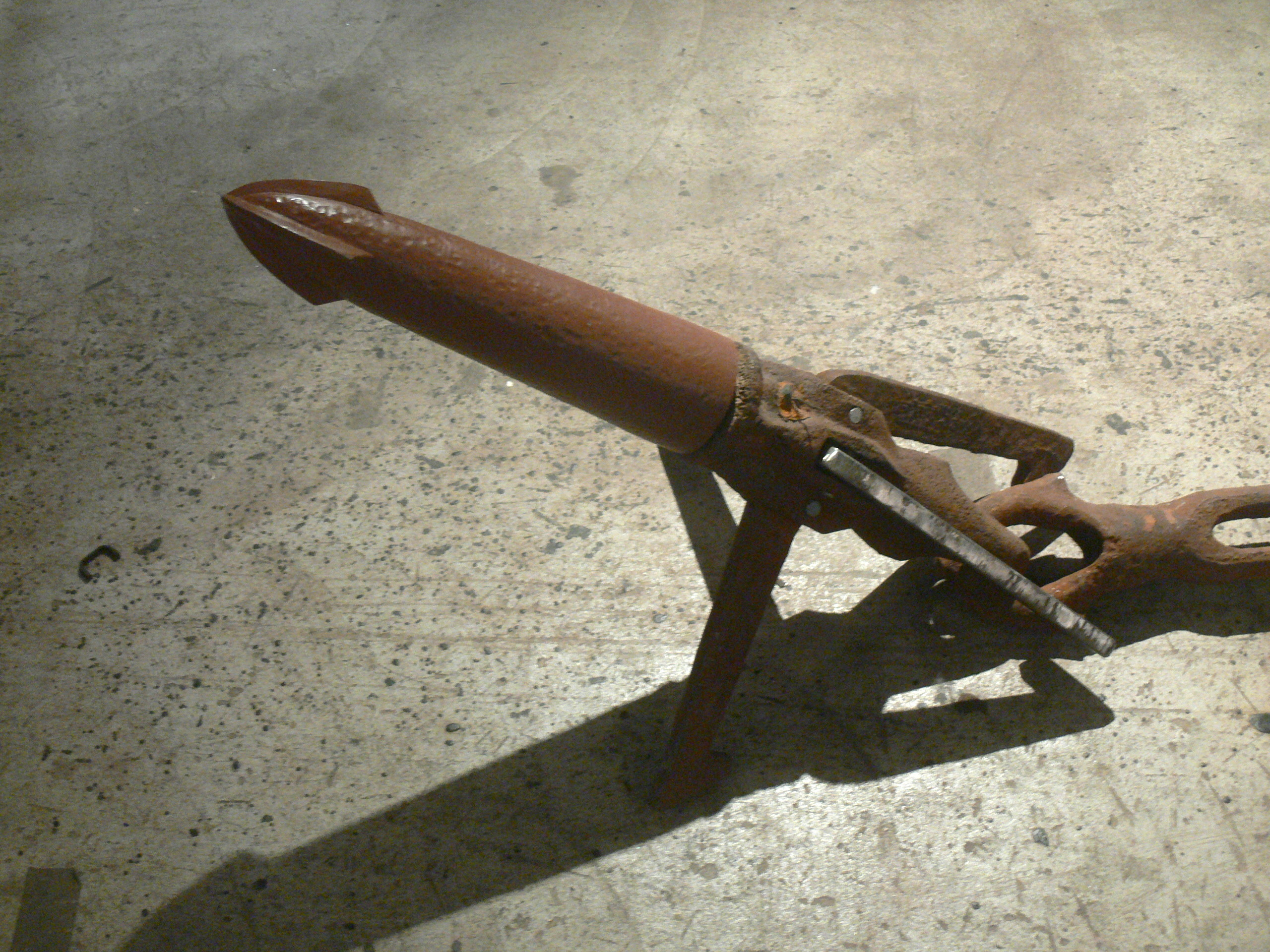
Het harpoengeweer en grotere schepen maakten de blauwe vinvis commercieel interessant.

De blauwe vinvis wordt sinds lange tijd bejaagd vanwege het vet en het vlees. Van het vet werd vroeger lampenolie gemaakt en uit een enkele blauwe vinvis konden 70 tot 80 vaten olie worden gewonnen. Toen de gaslamp zijn intrede deed, was het echter snel gedaan met de vraag naar de relatief dure walvisolie. Ook de botten en de baleinen werden verwerkt, van balein werden onder andere kammen gemaakt. Balein is opgebouwd uit keratine en is te beschouwen als een natuurlijke voorloper van de moderne plastics.
Gebieden waar de walvis regelmatig wordt gezien hebben vaak een belangrijke toeristische status. De blauwe vinvis is niet in een dierentuin te houden en kan alleen in het wild worden gezien. Dergelijke streken hebben vaak een toeristische insteek, specifiek gericht op de aanwezigheid en het bezichtigen van walvissen zoals de blauwe vinvis.

### Bedreiging
De blauwe vinvis werd vroeger op dusdanig grote schaal het slachtoffer van walvisvaarders dat de soort bijna is uitgestorven.
De blauwe vinvis was, ondanks het grote lichaam, eerst niet erg populair in de walvisvaart. De vinvis is relatief snel, kan diep duiken en komt alleen op open zee voor. De eerste walvisvaarders jaagden met kleine bootjes en handgeworpen harpoenen, de blauwe vinvis was veel te groot om op te jagen. Andere walvissen zoals de Groenlandse walvis waren dus makkelijker te vangen. Toen in de tweede helft van de negentiende eeuw moderne technieken hun intrede deden veranderde dit. Met de granaatharpoen werd het mogelijk ook grotere walvissen te 'oogsten' en de blauwe vinvis werd vanaf dat moment sterk bejaagd.
Tijdens de tweede helft van de twintigste eeuw, halverwege de jaren zestig, werd de blauwe vinvis bijna tot uitsterven gebracht door de intensieve walvisjacht. In de twintigste eeuw alleen al zouden ongeveer 350.000 blauwe vinvissen zijn gedood. Beschermende maatregelen in de tweede helft van die eeuw lijken het voortbestaan van de soort te hebben gered. Het huidige aantal exemplaren in het noorden van het verspreidingsgebied wordt geschat op 2000 tot 6000 wereldwijd. In het zuidelijke deel wordt het aantal geschat op 400 tot 1400 individuen. Alle nog levende exemplaren lijken te zijn ontstaan uit een 'genenpoel' van minder dan tien vrouwtjes.
Naast de walvisvaart zijn er ook andere bedreigingen zoals botsingen met grote zeeschepen en vervuiling. De vervuiling van de oceanen, het leefgebied van de blauwe vinvis, is drieledig; het leefgebied kan chemisch vervuild worden, maar ook achtergebleven vissersnetten kunnen een gevaar vormen doordat de vinvis erin verstrikt kan raken. Ten slotte kan ook geluid het gedrag van de vinvis verstoren, zoals de sonar van schepen. Nog een mogelijk door de mens geschapen gevaar is het smelten van het antarctische ijs. Dit kan van invloed zijn op het voedsel van de zuidelijke populaties, dat bestaat uit een enkele soort krill; Euphausia superba. De precieze gevolgen zijn echter nog niet goed te overzien.
De relatief kleine populaties en de geïsoleerde locaties van sommige populaties hebben waarschijnlijk ook een negatieve invloed. De kans op inteelt is hierdoor groter en wellicht kunnen de dieren elkaar moeilijker vinden om zich voort te planten.

### Bescherming
Vooraleer het walvisvaren doorbrak, leefden er veel grotere populaties blauwe vinvissen in de oceanen. Alleen al in de Antarctische wateren zouden er toen zo'n 239.000 geleefd hebben. In 1966 werd de jacht op de blauwe vinvis verboden, toen was er van de oorspronkelijke populaties ongeveer 2 tot 11 procent over. Er werd soms nog wel illegaal op gejaagd zoals door de Russen tot 1972 en voor de kust van Spanje tot 1978. Het totale aantal exemplaren wereldwijd werd in 2018 door de natuurbeschermingsorganisatie IUCN geschat op 5.000 tot 15.000 exemplaren.  Sinds 1978 zijn er geen gevallen meer gerapporteerd van bewust gevangen blauwe vinvissen.
Niet alleen het doden van de vinvis, maar ook het verhandelen van delen van het dier is verboden. De vinvis is opgenomen op de bijlage II-lijst van de IUCN en op de bijlage I-lijst van de organisatie CMS.
De blauwe vinvis wordt beschouwd als een bedreigde diersoort (Endangered of EN) volgens de IUCN. Wel gaat het aantal exemplaren langzaam omhoog. Volgens schattingen zal het aantal exemplaren in de Antarctische wateren ieder jaar met 7,3 procent toenemen.
Om de vinvis te beschermen, zijn er naast een wereldwijd vangstverbod, nog een aantal andere maatregelen genomen. Een aantal delen van de oceanen is als walvisreservaat aangewezen, daarnaast worden blauwe vinvissen strikt gemonitord bijvoorbeeld door ze van zenders te voorzien. Dergelijke programma's worden gecoördineerd door de Internationale Walvisvaartcommissie.

## Evolutie en taxonomie

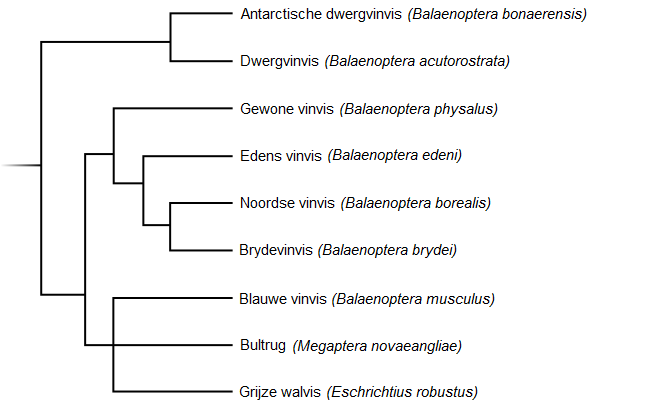
Indeling van de verschillende walvissen, de blauwe vinvis staat derde van onder.

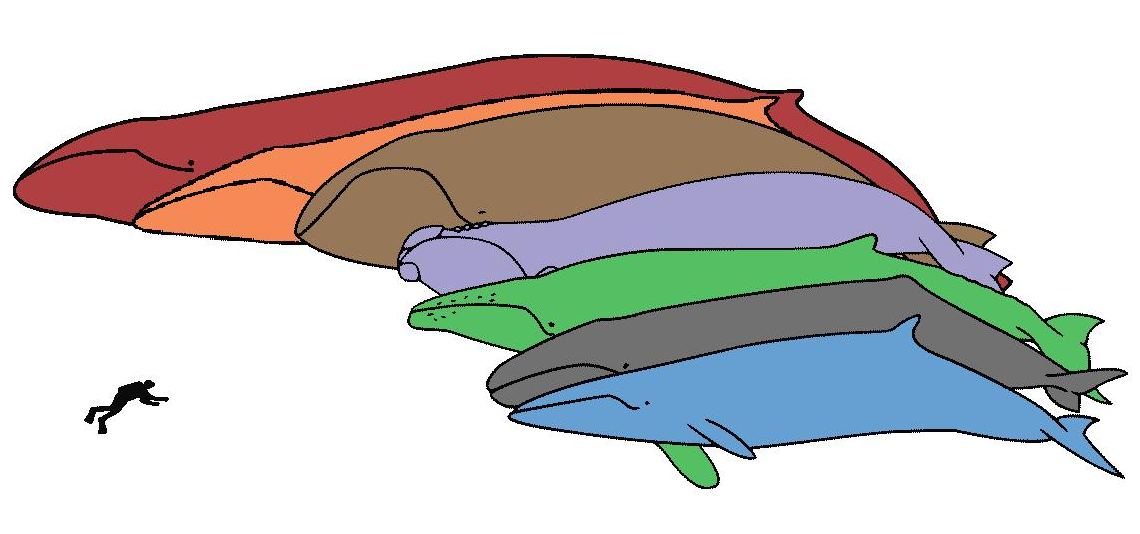
Vergelijking van verschillende walvissen en een duiker.
Legenda
Blauwe vinvis
Gewone vinvis
Groenlandse walvis
Noordkaper
Bultrug
Grijze walvis
Brydevinvis

Alle walvissen behoren tot de zoogdieren en meer specifiek tot de orde walvisachtigen (Cetacea). De walvisachtigen worden op hun beurt verdeeld in twee groepen. De meeste soorten hebben duidelijke tanden en behoren tot de tandwalvissen, bijvoorbeeld bruinvissen, dolfijnen, grienden, narwals, orka's en potvissen.
De andere groep zijn de baleinwalvissen of Mysticeti, een verouderde naam die in veel literatuur nog wel wordt gebruikt is of Mystacoceti. De baleinwalvissen hebben verticaal geplaatste platen aan hun verhemelte die voorzien zijn van fijne haartjes. Deze zogenaamde baleinen dienen om voedseldeeltjes uit het water te filteren. Er zijn zestien soorten baleinwalvissen, tegenover ruim 70 soorten tandwalvissen. De baleinwalvissen bereiken gemiddeld een veel grotere lichaamslengte vergeleken met de tandwalvissen.
De blauwe vinvis wordt tot de familie van de vinvissen (Balaenopteridae) gerekend, dit zijn walvissen met een duidelijke rugvin. Tot deze familie behoren ook andere soorten zoals de bultrug (Megaptera novaeangliae), de gewone vinvis (Balaenoptera physalus), de brydevinvis (Balaenoptera brydei), de Noordse vinvis (Balaenoptera borealis) en de dwergvinvis (Balaenoptera acutorostrata). Men vermoedt dat deze familie zich heeft afgesplitst van andere families uit de onderorde der baleinwalvissen (Mysticeti) tijdens het tijdperk Oligoceen (33,9 - 23,03 miljoen jaar geleden). Hoe de leden van al deze families afzonderlijk zich van elkaar hebben afgesplitst, is niet duidelijk. Uit het schema rechts blijkt dat de blauwe vinvis sterker verwant is met de grijze walvis en de bultrug, dan met alle andere soorten uit het geslacht Balaenoptera en het minst verwant is aan de dwergvinvis en de Antarctische dwergvinvis.
De blauwe vinvis is een van de acht soorten uit het geslacht Balaenoptera. Sommige bronnen reken deze soort tot het geslacht Sibbaldus, maar dit wordt gezien als verouderd. Analyse van hun DNA heeft uitgewezen dat de blauwe vinvis fylogenetisch meer verwant is aan de Noordse vinvis (Balaenoptera borealis) en de Brydevinvis (Balaenoptera brydei) dan aan andere soorten uit dit geslacht. Tevens is de blauwe vinvis meer verwant aan de bultrug (Megaptera novaeangliae) en de grijze walvis (Eschrichtius robustus) dan aan de dwergvinvis (Balaenoptera acutorostrata) en de Antarctische dwergvinvis (Balaenoptera bonaerensis). Deze inzichten zouden er - na verdere research - kunnen toe leiden dat men de vinvissen zal moeten herclassificeren.

### Taxonomie en indeling
Er zijn gevallen bekend van kruisingen of hybriden tussen de blauwe vinvis en de gewone vinvis. De biologen Uljiu Arnason en Anette Gullberg stellen dat de genetische verwantschap tussen deze twee soorten vergelijkbaar is met die tussen de mens en de gorilla. Onderzoekers menen dat ze nabij Fiji ook een kruising tussen een blauwe vinvis en een bultrug gefotografeerd hebben.
De eerste gepubliceerde beschrijvingen van de blauwe vinvis zijn afkomstig van de Schotse arts en antiquair Robert Sibbald (1641-1722). Deze eerste beschrijvingen staan in zijn Phalainologia Nova uit 1694. In september 1692 zou Sibbald een gestrande blauwe vinvis gevonden hebben in het Schotse estuarium Firth of Forth, ten noorden van Edinburgh.

### Ondersoorten
De blauwe vinvis is een soort die wereldwijd voorkomt, er worden vier verschillende ondersoorten erkend die verschillen in uiterlijke kenmerken en verspreidingsgebied.
De nominale ondersoort is Balaenoptera musculus musculus, vanwege de 'dubbele naam'. Deze ondersoort werd het eerst beschreven, namelijk in 1758 door Carl Linnaeus. Vaak is de nominale ondersoort het bekendst en het meest voorkomend, maar bij de blauwe vinvis is de ondersoort Balaenoptera musculus intermedia juist het bekendst. Deze ondersoort heeft het grootste verspreidingsgebied en wordt groter dan de andere ondersoorten. In veel talen wordt deze ondersoort wel met 'echte' blauwe vinvis aangeduid.
De ondersoort Balaenoptera musculus indica wordt niet door iedereen erkend. Deze soort zou niet eenduidig te onderscheiden zijn van de andere ondersoorten en is waarschijnlijk dezelfde ondersoort als Balaenoptera musculus brevicauda. Deze laatste ondersoort blijft het kleinst, en wordt in andere talen wel dwerg blauwe vinvis (en: pygmy blue whale) genoemd. Deze ondersoort blijft overigens niet veel kleiner dan de andere ondersoorten en wordt gemiddeld 24 meter lang. Balaenoptera musculus brevicauda heeft een verhoudingsgewijs grotere kop en een kortere staart. De wetenschappelijke soortnaam is hiervan afgeleid want brevi-cauda betekent letterlijk 'korte staart'.
Onderstaand een tabel van de verschillende ondersoorten met de auteur, het verspreidingsgebied en de belangrijkste uiterlijke kenmerken.
| Ondersoorten van de blauwe vinvis | Ondersoorten van de blauwe vinvis | Ondersoorten van de blauwe vinvis | Ondersoorten van de blauwe vinvis                                                                                       |
| Naam                              | Auteur                            | Verspreidingsgebied | Kenmerken |
| --------------------------------- | --------------------------------- | --- | --- |
| Balaenoptera musculus brevicauda  | T. Ichihara, 1966                 | Zuidelijke Oceaan en de wateren rond Antarctica, Indopacifisch Gebied, oosten van de Atlantische Oceaan                                       | Een beduidend kleinere ondersoort, kortere staart en relatief grotere kop.                                              |
| Balaenoptera musculus indica      | Blyth, 1859                       | Indopacifisch Gebied | Blijft kleiner dan B. m. intermedia.                                                                                    |
| Balaenoptera musculus intermedia  | Burmeister, 1872                  | Zuidelijke Oceaan en de wateren rond Antarctica, oosten van de Grote Oceaan, oosten en westen van de Atlantische Oceaan, Indopacifisch Gebied | Dit is de grootste ondersoort die verantwoordelijk is voor de recordlengtes. Relatief langere staart, langere baleinen. |
| Balaenoptera musculus musculus    | Linnaeus, 1758                    | Oostelijk en westelijk deel van de Atlantische Oceaan                                                                                         | Blijft kleiner dan B. m. intermedia.                                                                                    |

## Trivia
De zoöloog dr. A.B. van Deinse, docent natuurlijke historie op het Rotterdamse Erasmiaans Gymnasium, had zich een schooltas laten maken van de huid van de penis van een blauwe vinvis. De schooltas bevindt zich nu in het Natuurhistorisch Museum Rotterdam, in Het Kabinet van Van Deinse.